# Samolaco
Samolaco é uma comuna italiana da região da Lombardia, província de Sondrio, com cerca de 2.834 habitantes. Estende-se por uma área de 45 km², tendo uma densidade populacional de 63 hab/km². Faz fronteira com Gordona, Livo (CO), Montemezzo (CO), Novate Mezzola, Prata Camportaccio, Sorico (CO), Vercana (CO).

## Demografia
| Variação demográfica do município entre 1861 e 2011                               |
|                                                                                   |
| Fonte: Istituto Nazionale di Statistica (ISTAT) - Elaboração gráfica da Wikipedia |